# Neue Börse (München)

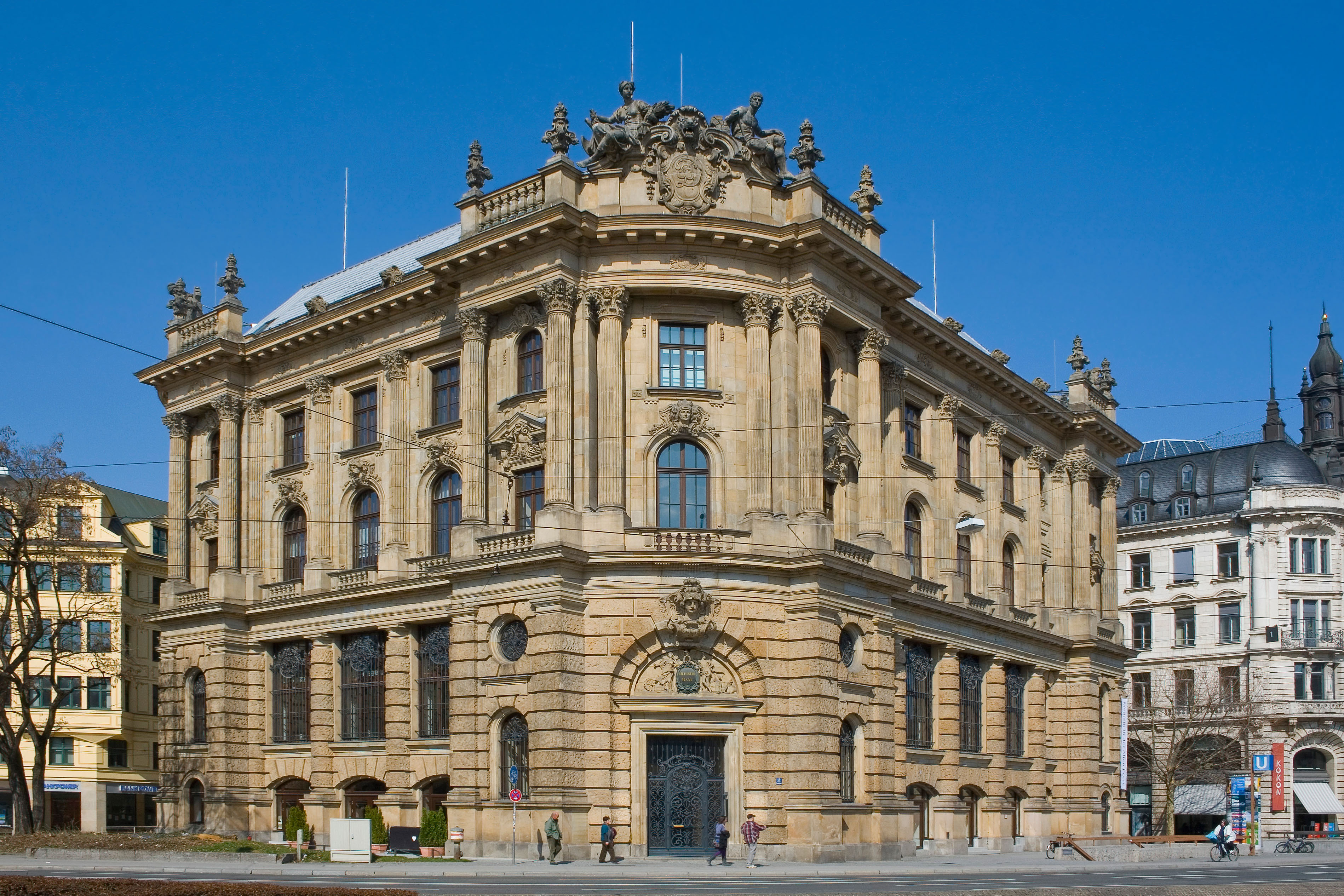
Ehemaliges Gebäude der Bayerischen Börse am Lenbachplatz (2012)

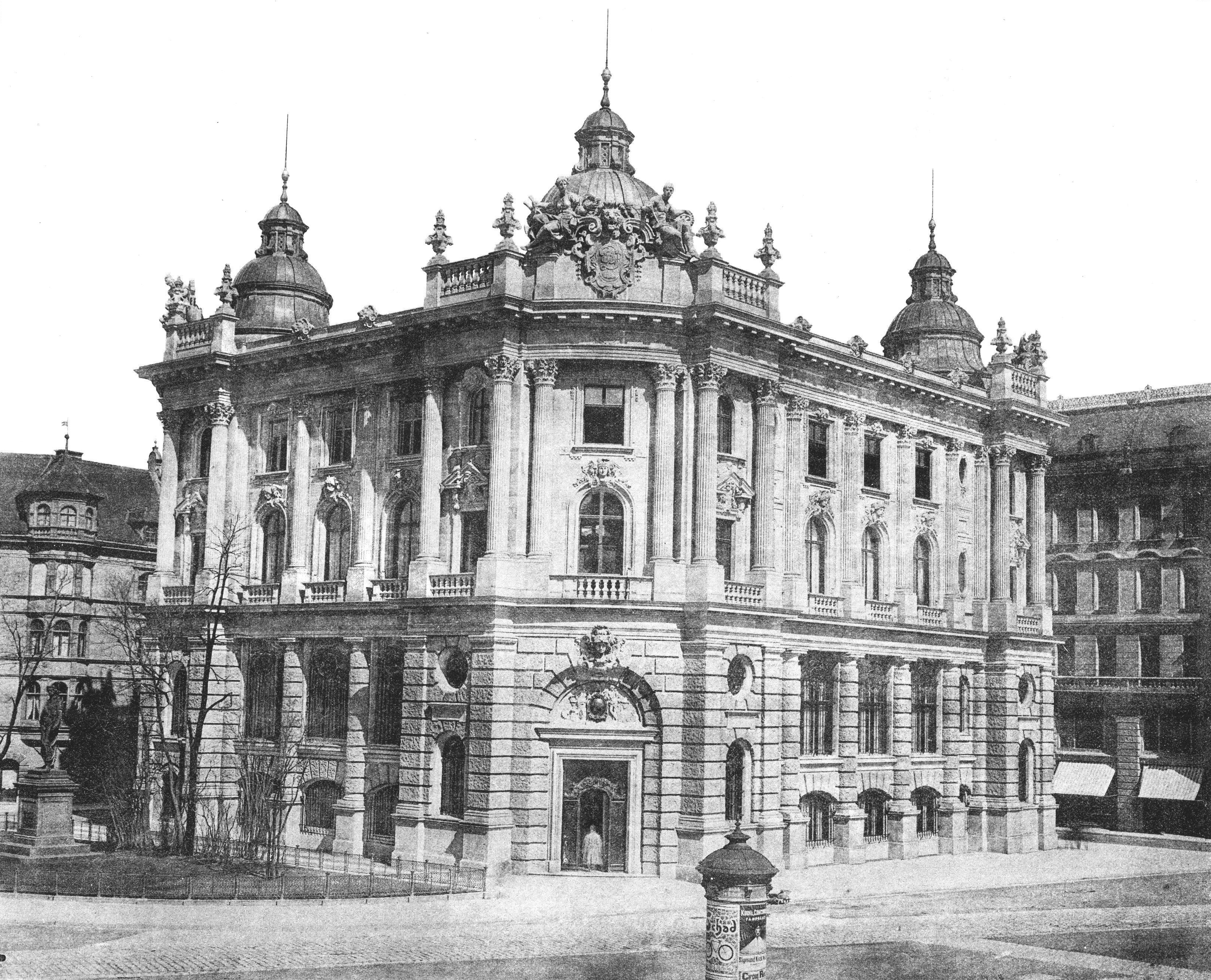
Originalzustand mit Eckkuppeln, 1899

Die Neue Börse ist ein ehemals öffentliches Gebäude am Lenbachplatz 2/2a in München.
Das von Albert Schmidt ursprünglich für die Deutsche Bank konzipierte und 1896 bis 1898 errichtete freistehende neobarocke Gebäude war von 1963 bis Oktober 2007 der neue Sitz der Münchner Börse. Heute dient das Gebäude als Büro- und Geschäftshaus und wird nun teilweise auch als Alte Börse bezeichnet.

## Architektur
Der Bau erhebt sich über einem annähernd quadratischen Grundriss mit abgerundeten Ecken als viergeschossiger Block mit gerundeten Eckrisaliten, reich gegliederte Sandsteinfassade und plastischem Dekor. Die beiden unteren Geschosse sind rustiziert, die beiden oberen mit korinthischen Säulen dekoriert. Im Zweiten Weltkrieg teilweise zerstört, wurde das Gebäude durch Jac Lehner 1948/49 wiederhergestellt, seither fehlen jedoch die Eckkuppeln am Dachgeschoss. Im Inneren wurde das schwingende Haupttreppenhaus bewahrt und die gründerzeitliche Kassenhalle wieder freigelegt.
Das Gebäude ist unter der Nummer D-4-62-000-3819 in die Liste der Baudenkmäler in der Maxvorstadt eingetragen.